# Hästtjärnen (Idre socken, Dalarna)
Hästtjärnen är en sjö i Älvdalens kommun i Dalarna och ingår i Dalälvens huvudavrinningsområde.